# 錢嶫
錢嶫（1500年—？），字君望，號平崖，直隸揚州府通州人，明朝政治人物。

## 生平
治《詩經》，由國子生中式戊子科應天府鄉試第七十九名舉人，年三十三歲中式嘉靖十一年（1532年）壬辰科會試第二百五十六名，第三甲第九十九名進士。觀吏部政，授撫州府推官，復補永平府，十八年二月选授浙江道試御史，出为建寧知府，升廣東副使，二十九年（1550年）六月以进剿琼州府五指诸山黎贼那燕等军功，升一级，遷浙江右參政。

## 家族
曾祖錢思禎；祖錢叔惠；父錢錄，縣丞；母徐氏。嚴侍下。
兄巏、岳、[啟山]。弟峯、崑、相，俱生员；岕；豳；𡸜；峻；嶨；巍。